# José Sá
José Pedro Malheiro de Sá (Braga, 17 januari 1993) is een Portugees voetballer die als doelman speelt. Hij verruilde Olympiakos in juli 2021 voor Wolverhampton Wanderers.

## Clubcarrière
José Sá werd geboren in Braga en speelde in de jeugd van Palmeiras Braga, Merelinense, SL Benfica en CS Marítimo. Op 23 januari 2013 debuteerde hij in het B-elftal van CS Marítimo in de Segunda Liga tegen União Oliveirense. Op 18 augustus 2013 maakte Sá zijn debuut in het eerste elftal. In de openingswedstrijd van het seizoen 2013/14 mocht hij in het basiselftal starten tegen Benfica en hielp hij zijn team mee aan een 2–1 overwinning. In zijn debuutjaar kwam Sá tot een totaal van acht competitieduels. In 2016 vertrok Sá naar FC Porto, waar hij in het begin vooral in het B-elftal moest aantreden. Uiteindelijk kwamen er voor Sá ook optredens in het eerste van de club. In juli 2019 verhuisde Sá naar Olympiakos Piraeus. Met de Grieken werd hij twee keer landskampioen en won hij een keer de Griekse voetbalbeker. In juli 2021 tekende Sá een contract tot medio 2026 bij Wolverhampton Wanderers.

## Interlandcarrière
In 2013 nam José Sá met Portugal –20 deel aan het wereldkampioenschap voor spelers onder 20 jaar in Turkije. Op 6 augustus 2013 debuteerde hij voor Portugal –21 in een vriendschappelijk duel tegen Zwitserland. Hij was de eerste keuze in het doel op het Europees kampioenschap voor spelers onder 21 jaar in Tsjechië in 2015. Sá nam in juni 2017 met Portugal deel aan de FIFA Confederations Cup 2017, waar de derde plaats werd bereikt. Portugal won in de troostfinale van Mexico (2–1 na verlenging). Sá zelf kwam niet in actie. Tevens won Sá met het Portugese team de UEFA Nations League 2018/19 door in de finale Nederland te verslaan. Sá speelde dat toernooi echter evenmin voor het nationaal elftal en debuteerde nog niet. Hij werd op 21 mei 2024 door bondscoach Roberto Martínez opgenomen in de Portugese selectie voor het EK 2024 in Duitsland. Portugal won een groep met Tsjechië, Turkije en Georgië, schakelde in de achtste finales Slovenië uit en verloor in de kwartfinales op strafschoppen van Frankrijk. Sá kwam op het toernooi als reservedoelman achter Diogo Costa niet in actie.

## Erelijst
| Competitie            | Aantal  | Jaren            |         |         |
| Porto B               | Porto B | Porto B          | Porto B | Porto B |
| --------------------- | ------- | ---------------- | ------- | ------- |
| Segunda Liga          | 1x      | 2015/16          |         |         |
| Porto                 |         |                  |         |         |
| Primeira Liga         | 1x      | 2017/18          |         |         |
| Olympiakos            |         |                  |         |         |
| Super League          | 2x      | 2019/20, 2020/21 |         |         |
| Beker van Griekenland | 1x      | 2019/20          |         |         |
| Portugal              |         |                  |         |         |
| UEFA Nations League   | 1x      | 2018/19          |         |         |